# John Toman
John Toman (rodným jménem Jan Nepomuk Toman, 12. května 1876, Cerhonice – 14. prosince 1946 Chicago, Illinois) byl českoamerický politik, šerif, radní, pokladník a člen Demokratické strany dlouhodobě působící v Chicagu. Byl přítelem starosty města Antonína Čermáka a jedním z nejvlivnějších českoamerických politiků své doby.

## Život
Narodil se v Cerhonicích v jižních Čechách do rodiny Antonína a Alarie Tomanových. Jeho rodina v roce 1883 emigrovala do Spojených států, kde později vyrůstal. Od svých třinácti let byl zaměstnán v místní knihovně, kde pracoval až do roku 1912. Místo opustil kvůli kandidatuře na radního při které se mj. spřátelil s Antonínem J. Čermákem, se kterým zůstal úzce spjat až do jeho smrti při atentátu na F. D. Roosevelta v roce 1933. Radním byl zvolen, ale v roce 1923 odstoupil kvůli zavedení nového zákona, který omezil počet radních v úřadu. Byl odměněn pozicí v městské radě s názvem Local Improvements starostou Williamem E. Denverem, v roce 1925 se však vrátil zpět do městské rady. Během let, která strávil jako radní města Chicaga, byl vždy přísedícím alespoň v jednom výboru.
V roce 1934 se stal šerifem v okrese Cook County, jednoho z nejlidnatějších okresů ve Spojených státech. Ve čtvrtém roce svého působení se zasloužil o renovaci okresní věznice, kterou vedl, díky které byla považována za jednu z nejlepších věznic v Cook County. Neboť nemohl být kvůli Ústavnímu zákonu znovu zvolen šerifem, v roce 1938 byl mu byla udělena pozice pokladníka. Údajně byl známý svými častými zátahy na daňové delikventy.
Krátce před svou smrtí v dubnu 1946 byl nominován na další čtyři roky ve stejné pozici, ale v listopadových volbách byl poražen, důvodem byly mj. i jeho stále zhoršující se zdravotní problémy.

### Úmrtí
Ve věku sedmdesáti let zemřel John Toman 14. prosince 1946 v Chicagu, Illinois. Příčinou úmrtí bylo srdeční selhání. Zanechal po sobě ženu, dvě dcery a syna.
V roce 2005 byla po něm pojmenovaná část Chicago Public Library, ve které jako mladý pracoval (Toman Branch).